# Mauro Angulo
Mauro Angulo Hernández (La Magdalena Tlaltelulco, Tlaxcala; 12 de noviembre de 1889 - Ciudad de México, 17 de febrero de 1948) fue un político y abogado mexicano, miembro del Partido Revolucionario Institucional. Fue gobernador de Tlaxcala de 1944 a 1945.

## Estudios
Mauro Angulo es originario de la población de La Magdalena Tlaltelulco, al oriente del estado de Tlaxcala; población donde también realizó sus estudios de primaria y secundaria. Estudio la carrera de abogado en el Colegio del Estado de Puebla, de donde egresó en 1915.
Se desempeñó como agente del Ministerio Público y durante la revolución mexicana fue asesor legal de la brigada "Leales de Tlaxcala" que se encontraba bajo el mando del general brigadier Máximo Rojas con cuartel en Santa Ana Chiautempan.

## Carrera política
Su primer cargo público lo ocupó en 1919 al ser designado procurador general de Justicia del estado de Tlaxcala; en 1920 fue elegido por primera ocasión diputado federal a la XXIX Legislatura en representación del Distrito 3 de Tlaxcala; fue diputado al Congreso de Tlaxcala de 1923 a 1925 y por segunda ocasión diputado federal de 1928 a 1930 esta vez por el Distrito 1 de Tlaxcala a la XXXIII Legislatura.
Electo senador por Tlaxcala para el periodo de 1934 a 1940 y por tercera ocasión diputado federal de 1943 a 1946 a la XXXIX Legislatura de nuevo por el Distrito 1. Ejerciendo este último cargo fue nombrado Gobernador de Tlaxcala el 4 de octubre de 1944 en sustitución de Manuel Santillán, terminando su periodo el 14 de enero de 1945.
Por segunda ocasión fue elegido senador por Tlaxcala para el periodo de 1946 a 1952; sin embargo dos años después, el 17 de febrero de 1948 murió asesinado de cuatro balazos al salir de una alberca en la Ciudad de México; se señaló como autores materiales del crimen a los hermanos Arturo y Hugo Izquierdo Hebrard, aunque su probable trasfondo político nunca fue aclarado.